# Stumblin' In
 "Stumblin 'In" é uma canção escrita por Mike Chapman e Nicky Chinn, interpretada por Chris Norman e Suzi Quatro. Originalmente lançado como single autônomo, foi posteriormente adicionado a algumas edições do álbum Quatro, If You Knew Suzi...
O single alcançou o número quatro na Billboard Hot 100 em 1979. A música foi o único hit do Top 40 nos EUA e o único esforço de Norman nos EUA, além da banda Smokie . No UK Singles Chart, onde a música também foi a única parada de Norman como artista solo, o disco chegou à lista em 11 de novembro de 1978 e chegou ao número 41 com oito semanas na parada. Foi um sucesso número um no Canadá. Foi o primeiro single de Norman como artista solo.
O cantor namibiano Nianell e o cantor sul-africano Dozi gravaram uma versão em 2009 em seu álbum de duetos, It Takes Two.
Em 1979, Al Bano e Romina Power fizeram uma versão cover em francês sob o título "Et je suis à toì". Os cantores alemães Bernd Clüver e Marion Maerz gravaram uma versão alemã no mesmo ano sob o título "Schau mal here (die Tasse Kaffee)". Há também uma versão húngara sob o título "A szerelem él" gravada por Csuka Mónika e Korda György com o "Express Együttes" em 1982.

## Pessoal
- Suzi Quatro - vocal, baixo
- Chris Norman - vocal, guitarra
- Len Tuckey - guitarra
- Dave Neal - bateria
- Mike Deacon - teclados, piano elétrico

## Gráficos
| Chart (1979)                     | Peak position |
| -------------------------------- | ------------- |
| Austrália Kent Music Report      | 2             |
| Canadá RPM Top Singles           | 11            |
| Canadá RPM Adult Contemporary    | 1             |
| Alemanha                         | 2             |
| Irlanda                          | 13            |
| New Zealand                      | 2             |
| África do Sul (Springbok Radio)  | 2             |
| UK Singles Chart                 | 41            |
| Estados Unidos Billboard Hot 100 | 4             |
| 4                                |               |
| 6                                |               |

| Chart (1979)                     | Rank |
| -------------------------------- | ---- |
| Austrália                        | 16   |
| Canadá                           | 91   |
| Nova Zelândia                    | 14   |
| África do Sul                    | 12   |
| Estados Unidos Billboard Hot 100 | 23   |
| Estados Unidos Cash Box Top 100  | 62   |